# Законы двенадцати таблиц
Законы двенадцати таблиц (лат. Leges duodecim tabularum) — свод законов в Древнем Риме 451—450 гг. до н. э., регулирующих практически все отрасли. Представляют собой первый писаный источник права Древнего Рима. Оставались основой римского публичного права до II в. н. э.
Правовые нормы изложены подряд, без отраслевого деления. Стали плодом специально созданной комиссии из десяти человек (децемвиры с консульской властью для написания законов). Законы двенадцати таблиц регулировали сферу семейных и наследственных отношений, содержали нормы, относящиеся к займовым операциям, к уголовным преступлениям. 
Сохранились только в отрывках; их содержание реконструируется на основе упоминаний и ссылок, содержавшихся в сочинениях римских писателей и юристов.
Закон был принят Народным собранием в два этапа. Первым этапом в 451 году до н. э. было принято 10 таблиц, а в следующем, 450 году до н. э., — ещё две. Целью этого закона было ослабить патрициано-плебейское противостояние с помощью внедрения в традиционный аграрный порядок равного для всех частного и уголовного права. Наиболее значимый факт — введение денег (ais) в форме распространённых в то время медных монет, которые взвешивались и в соответствии с весом получали номинал.

## История создания
Одной из причин для недовольства плебеев против патрициев в первые времена республики была неясность действующего обычного права. Применение права находилось в то время исключительно в руках патрицианских магистратов, и эта неясность права открывала возможность для всяких злоупотреблений со стороны последних. Поэтому первой потребностью плебеев было установить действующее право в форме ясных писанных законов. С этой целью ещё в 462 г. до н. э. плебейский трибун Терентилий Арса внёс проект о назначении комиссии для составления кодекса. Однако патриции в течение 8 лет противились этой мысли, и лишь благодаря настойчивому поведению плебеев, всё время выбиравших тех же трибунов, должны были согласиться. Предварительно решено было послать особое посольство из трех человек в Грецию для изучения греческого права и законодательства Солона в частности. По возвращении этих послов в 451 г. была избрана комиссия из 10 человек для написания законов — Decemviri legibus scribundis, причем на этот год им была отдана вся власть; все магистраты, в том числе и плебейские трибуны, на этот год избраны не были. К концу года децемвиры изготовили значительную часть законодательства, именно 10 первых таблиц, которые и были, по предложению децемвиров, приняты народным собранием. Для окончания работы на следующий год были выбраны новые децемвиры; они изготовили ещё 2 таблицы, но по окончании года не захотели сложить с себя полномочий. Это обстоятельство, а также факт грубого нарушения права и справедливости со стороны виднейшего из децемвиров, Аппия Клавдия (знаменитый процесс Виргинии), вызвали народное возмущение и падение децемвиров. Прежний строй был целиком восстановлен, а составленные вторыми децемвирами 2 таблицы были приняты народным собранием по предложению первых после революции консулов.
Подлинные XII таблиц до нас не дошли; по преданию, они погибли в 387 году до н. э. во время галльского нашествия под предводительством Бренна. Сохранились отдельные положения из законов, переданные римскими писателями отчасти в буквальных выражениях, отчасти в свободном пересказе. Также дошли до нас и некоторые списки.
Современные ученые неоднократно пытались собрать воедино все эти отдельные переданные нам положения законов XII таблиц и расположить их в таком порядке, в каком они находились на каждой из первоначальных таблиц. При этих попытках реконструкции руководились следующим соображением. В дошедшем до нас Юстиниановском своде сохранились выдержки из комментария к XII таблицам, написанного Гаем и состоявшего из шести книг. Предположив, что Гай следовал порядку таблиц и каждую одну книгу своего комментария посвящал двум таблицам подлинного законодательства, на основании содержания известных нам отрывков Гая пришли к следующему распределению: на таблицах I и II находились положения о гражданском процессе, на III — производство против несостоятельного должника, на IV — положения об отцовской власти, на V и VI — опека, наследование и собственность, на VII и VIII — обязательственные отношения, на IX и X — jus publicum и sacrum и на XI и XII — различные дополнительные статьи. Все эти построения, однако, лишены достаточной научной прочности, и прежде всего они противоречат общему обычаю древних при начертании законов или других актов на досках писать сплошь до конца доски и затем переходить на другую без всяких соображений относительно содержания.

### Основные источники
1. Обычное право
2. Греческое право (помощь в составлении законов оказал даже грек Гермодор Эфесский)
3. Юридическая практика
4. Законодательство, существовавшее до этого (законы царей)
5. Постановления народных собраний

## Основные положения
Одним из видов вещного права, появившимся в ранний период истории, являются сервитуты (зафиксированное в обычае или законе ограниченное право пользования чужой вещью). В Законах двенадцати таблиц помимо сервитутов, имеющих широкое распространение (таких как право прохода через соседний участок, право прогона скота, право провоза воды с участка соседа) упоминаются и разрешение сбора желудей, падающих с соседнего участка (VII, 10) или необходимость обрезания кругом деревьев на высоте 15 футов для того, чтобы их тень не причиняла вреда соседнему участку (VII, 9а).
Еще в ранний период в Риме появился порядок, в соответствии с которым вещь могла быть приобретена в собственности в силу владения ей определенный период (приобретательная давность). При этом Законы 12 таблиц ставили под запрет возникновения права собственности в отношении краденых вещей. Так, для движимого имущества срок приобретательной давности устанавливался в один год, для недвижимости — в два года.
В Законах двенадцати таблиц также упоминаются публичные деликты (delictum publicum) — противоправные деяния (преступления), которые наказывались от имени всего римского народа. Смертная казнь применялась за подстрекательство «врага римского народа к нападению на римское государство» или же предавали[прояснить] «врагу римского гражданина» (Х,5). Среди других преступлений также встречаются: убийство, лжесвидетельство, умышленный поджог, тайное истребление чужого урожая.

## Структура
| Номер Таблицы | Краткое содержание |
| ------------- | --- |
| Таблица 1     | Положения о гражданском судопроизводстве (процессе)                                                                                              |
| Таблица 2     | Положения о гражданском судопроизводстве (процессе)                                                                                              |
| Таблица 3     | Процесс против несостоятельного должника |
| Таблица 4     | Положения об отцовской власти |
| Таблица 5     | Опека, наследование, собственность |
| Таблица 6     | Опека, наследование, собственность |
| Таблица 7     | Обязательства из договоров и деликтов (правонарушения с причинением вреда)                                                                       |
| Таблица 8     | Обязательства из договоров и деликтов (правонарушения с причинением вреда)                                                                       |
| Таблица 9     | Публичное и сакральное право (ius publicum, ius sacrum), уголовное право                                                                         |
| Таблица 10    | Публичное и сакральное право (ius publicum, ius sacrum), уголовное право                                                                         |
| Таблица 11    | Различные дополнения к первым 10 статьям (о запрете браков между плебеями и патрициями, о том, что решения народного собрания имеют силу закона) |
| Таблица 12    | Различные дополнения к первым 10 статьям (о запрете браков между плебеями и патрициями, о том, что решения народного собрания имеют силу закона) |

## Вещное право
Частная собственность рассматривалась как полное господство собственника над своей вещью. Законы защищали право собственности (по ст. 11 таблицы VIII за злостную порубку чужих деревьев виновный уплачивал по 25 ассов за каждое дерево).
Какие-либо дефиниции отсутствовали.
В то же время можно выделить следующие виды вещей:
1. Манципируемые вещи (res mancipi) — главные средства земледелия, наиболее ценное имущество (земля, рабы, крупный домашний скот), отчуждение которого осуществлялось в сложной форме — в виде манципации (древнейшая сделка купли — продажи). Манципация проходила в строго установленной форме с обязательным участием не менее пяти свидетелей. Пропуск какого-либо слова (детали), отсутствие одного из свидетелей являлось достаточным основанием для признания сделки недействительной, даже если она уже была исполнена.
2. Неманципируемые вещи (res nec mancipi) — остальные предметы домашнего обихода (мебель, продовольствие, мелкий скот и т. д.), которые могли отчуждаться без всяких формальностей путем простого вручения приобретателю.

Само же имущество делилось как на движимое, так и на недвижимое.
Также существовало деление вещей на делимые (песок, масло…) и неделимые (корабль…). В случае невозможности материального разделения вещи она переходила в собственность одного, а другие наследники получали денежную компенсацию.
Законы XII таблиц выделяли несколько оснований приобретения права собственности:
1. манципация — воображаемая продажа, происходившая в присутствии 5 свидетелей и весовщика. Нарушение обряда манципации влекло за собой признание сделки недействительной.
2. традиция — простая передача неманципируемой собственности за деньги, под поручительство или залог.
3. спецификация — создание новой вещи из чужого материала или соединение нескольких вещей в одной — главной.
4. уступка права — передача права собственности на манципируемые и неманципируемые вещи путём мнимого судебного спора тоже в обрядовой манере, суть которой была в уступке права. Покупатель делал вид, что вещь, подлежащая отчуждению, принадлежит ему, о чём он торжественно объявлял вслух. Отчуждатель на это ничего не возражал, после чего вещь присуждалась приобретателю на правах собственности.
5. наследование.
6. давность владения (в отношении земельного участка устанавливалась в два года, в отношении всех других вещей — в один год).